# NGC 65
NGC 65は、くじら座の方角にあるレンズ状銀河である。視等級は13.4である。1866年に初めて発見され、PGC 1229としても知られる。